# William L. Ball
William L. Ball III (Belton, 10 giugno 1948) è un politico statunitense.

## Biografia
Fu il diciannovesimo segretario della marina statunitense (United States Department of Defense) sotto i presidenti degli Stati Uniti d'America Ronald Reagan e George H. W. Bush.
Sposatosi con Patty, la coppia ebbe 4 figli, è stato il presidente dell'American Beverage Association per 15 anni.